# Чорнильний мішок
Чорнильний мішок, або  чорнильна залоза  — непарний захисний  орган, характерний для більшості  головоногих молюсків (Cephalopoda) . Являє собою виріст  прямої кишки .

## Будова і принцип роботи
Чорнильний мішок складається зі складчастої  залозистої частини і резервуара, з'єднаного протоком з прямою кишкою . У клітинах залозистої частини утворюється пігмент з групи меланінів чорного, темно-коричневого або синього кольорів, який надходить у резервуар із загибеллю цих клітин ( голокринова секреція) .
У разі небезпеки молюск скорочує м'язи стінки резервуара, видавлюючи вміст через проток у пряму кишку і далі — через  анальний отвір і воронку . Пігмент, розчиняючись у воді у формі хмари, дезорієнтує хижака-нападника . Молюск у цей час блідне і різко змінює траєкторію свого руху. Чорнильна рідина подразнює очі хижака і призводить до тимчасової  анестезії органів нюху, що дає молюскові змогу сховатися  .

## Прикладне значення
Вміст чорнильних мішків  каракатиць та  кальмарів використовували як основу  китайської туші . У Європі способом оброблення секрету залози  гідроксидом калію виробляли фарбу —  натуральну сепію  .